# Alevitenverfolgungen im Osmanischen Reich
Die Alevitenverfolgungen im Osmanischen Reich sind vor allem bekannt aus der Regierungszeit Sultan Selim I. und seinem Krieg gegen die Safawiden im Jahr 1514. Grund für die Verfolgung der Aleviten waren machtpolitische Interessen, die Auslegung des Korans und der Scharia.

## Verfolgung häretischer Gruppen vor 1500

### Das 13. Jahrhundert
Unter der Führung des Derwisch Baba Ilyas kam es 1239 zum Babai-Aufstand, der von der seldschukischen Armee nur schwer niedergeschlagen werden konnte. Dem Aufstand gingen Missionierungsversuche unter den Turkmenen durch Baba Ilyas' voraus. Das entstandene Chaos nutzte der Mongolengenerall Baiju Noyan aus und eroberte Erzurum von den Seldschuken. Die Seldschuken unterlagen in der darauffolgenden Schlacht vom Köse Dağ der mongolischen Armee und verloren ihre staatliche Souveränität.

### Das 15. Jahrhundert
Im 15. Jahrhundert gab es Konflikt mit heterodoxen Gruppen. Zu den bekanntesten Ereignissen gehörte die Scheich-Bedreddin-Rebellion, die im Jahre 1416 begann. Scheich Bedreddin wurde im Jahre 1420 hingerichtet.

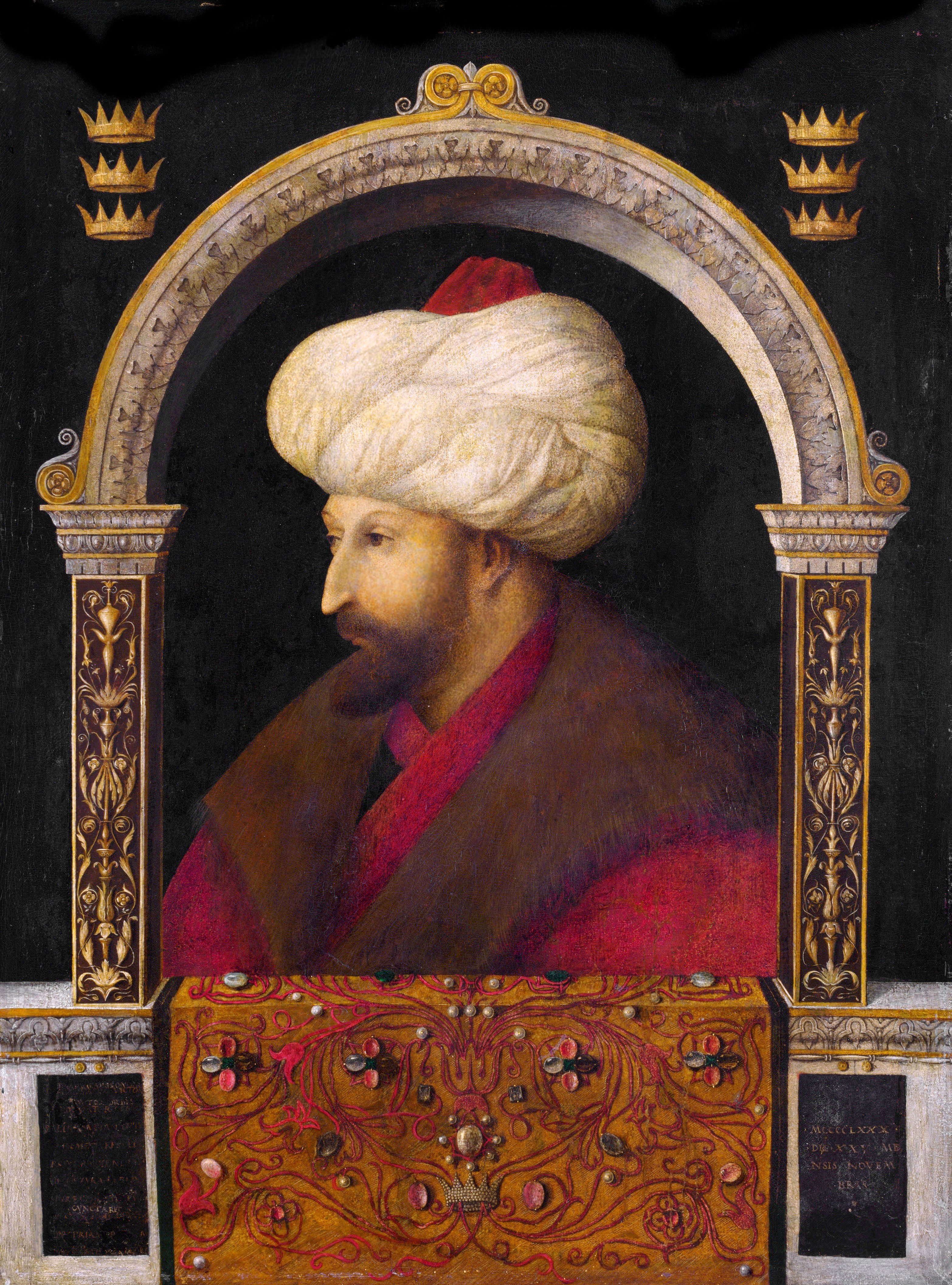
Porträt von Mehmed II. (1432–1481) aus dem Jahre 1480

Ferner gab es den Konflikt mit der schiitischen Sekte der Hurufiyya, die in Persien und Anatolien verbreitet war.
In der Mitte des 15. Jahrhunderts gab es einen Konflikt zwischen dem Osmanischen Reich und dem Beylik der Karamaniden. 1468 besiegte Mehmed II. die Karamaniden. In den Jahren von 1468 bis 1474 wurden dort ansässige Stämme, darunter die alevitischen Qizilbāsch, nach Rumelien vertrieben.

## Verfolgung von Aleviten ab 1500

### Herrschaft von Sultan Bayezid II. 1481–1512
Während der Regentschaft des Sultans Bayezid II. verschlechterten sich die Beziehungen zwischen dem osmanischen Staat und heterodoxen islamischen Gruppen weiter. Bereits bei der Ermordung des spirituellen safawidischen Anführers Scheich Haidar erklärte der osmanische Sultan Bayezid II., dass diese Nachrichten seine Freude vervielfacht hätten. Über die alevitischen Unterstützer Haydars, die Qizilbāsch, sagte er: Möge Gott Haydars häretische Anhänger verfluchen. Nur vier Jahre später, im Jahre 1492, gab es einen Versuch eines Derwischs, den Sultan zu ermorden, und ein Dokument aus dem Jahre 1501 zeigt, dass Bayezid II. die Hinrichtung aller Qizilbāsch, die beim Reisen nach Persien gefangen genommen wurden, angeordnet hatte. Die restliche Zeit seiner Herrschaft war durch zahlreiche Qizilbāsch-Aufstände geprägt, die Bayezid II. zu unterdrücken versuchte, indem er Tausende Qizilbāsch aus Anatolien in die neu eroberten Küstengebiete Griechenlands deportieren ließ: Morea, Modon, Koron und Lepanto. Der offizielle Grund für die Deportationen war, dass die Qizilbāsch – nach Angaben der Geistlichen und religiösen Gelehrten – „Ungläubige“ waren.
Die älteste erhaltene religiöse Aussage (fatwa) über die Qizilbāsch wurde unter Bayezid II. von dem osmanischen Mufti Hamza Saru Görez (d. 1512) verfasst.

### Regentschaft Selims I. 1512–1520
Der Sohn von Bayezid II. allerdings, Selim I., hielt die Maßnahmen seines Vaters gegen die Aleviten (Qizilbāsch) für nicht hart genug. Als Gouverneur (Vâli) des Vilâyet von Trabzon war er über den Erfolg der Safawiden und der Qizilbāsch in Persien und Ostanatolien informiert. Gegen den Wunsch seines Vaters hatte er wiederholt militärische Kräfte mobilisiert und Angriffe auf safawidische Ländereien geführt. Selim I. hatte eine starke Abneigung gegen schiitische Muslime im Allgemeinen und Qizilbāsch im Besonderen. Er liquidierte drei seiner Brüder und zwang seinen Vater abzudanken. Er sandte seinen Vater Bayezid in den „Urlaub“, wonach er ebenfalls getötet wurde.
Als eine der ersten Entscheidungen, die Selim I. als Sultan durchführte, veranlasste er den osmanischen Shaykh ul-Islam Ibn-i Kemal (gestorben 1533), eine neue fatwa gegen die  Qizilbāsch auszufertigen, um deren Tötung zu rechtfertigen. Danach sammelte er eine Armee von 200.000 Männern, um Krieg gegen die Safawiden zu führen. Auf dem Weg zum Safawidenreich im Osten ließ er ein Register über alle ausfindig gemachten Qizilbāsch anfertigen. 40.000 Qizilbāsch wurden dadurch auf dem Weg Selims I. zum Safawidenland getötet. In der osmanischen Quelle Selimşâh-name heißt es:

„Her şeyi bilen Sultan, o kavmin etbâını kısım kısım ve isim isim yazmak üzere, memleketin her tarafına bilgiç katipler gönderdi; yedi yaşından yetmiş yaşına kadar olanların defterleri divâna getirilmek üzere emredildi; getirilen defterlere nazaran, ihtiyar-genç kırk bin kişi yazılmıştı; ondan sonra her memleketin hâkimlerine memurlar defterler getirdiler; bunların gittikleri yerlerde kılıç kullanılarak, bu memleketlerdeki maktullerin adedi kırk bini geçti.“

„Der allwissende Sultan [Selim I] sandte korrekte Schreiber über das gesamte Land, um die Unterstützer der Gruppe [Qizilbāsch] zu vermerken, Stück für Stück und Name für Name, es wurde angeordnet vom Diwan [eine Institution des leitenden Exekutiven des Osmanischen Reiches], um Aufzeichnungen des Diwans über jeden von sieben bis siebzig Jahren abzuholen und die Namen von vierzigtausend Personen, alt und jung, wurden in diesen Registern aufgezeichnet; danach brachten Beamte diese Register zu den Verwaltern aller Regionen [des Landes]; in den Orten, in die sie gingen, töteten sie mehr als vierzigtausend per Schwert in ihren Heimatregionen.“

#### Schlacht von Tschaldiran 1514
Mit Selim I. an der Spitze begann das Osmanische Reich einen Krieg gegen die Dynastie der Safawiden im Jahre 1514, der mit einem osmanischen Sieg endete. Die Schlacht bei Tschaldiran bedeutete einen Wendepunkt für die Qizilbāsch, da dieser Krieg die Kulmination des langen osmanisch-safawidischen Konfliktes darstellte.

### Im 17. und 18. Jahrhundert
Im 16. Jahrhundert führte der aus dem Vilâyet Sivas stammende Dichter Pir Sultan Abdal alevitische Aufstände gegen die Osmanen an. Diese schlugen die Aufstände blutig nieder und henkten Pir Sultan Abdal. Nach der Regentschaft von Selim I. setzten die nachfolgenden Sultane die harsche Behandlung der Qizilbāsch in Anatolien fort. Die Qizilbāsch reagierten mit zunehmenden Revolten gegen die osmanische Herrschaft, die sich bis zum frühen 17. Jahrhundert fortsetzten.
Die gewalttätige Periode zwischen dem 16. und 17. Jahrhundert ließ später nach, aber die Unterdrückung der Qizilbāsch hielt bis zur osmanischen Kapitulation im Zuge des Ersten Weltkriegs an.

### Verbot des Bektaschi-Ordens 1826

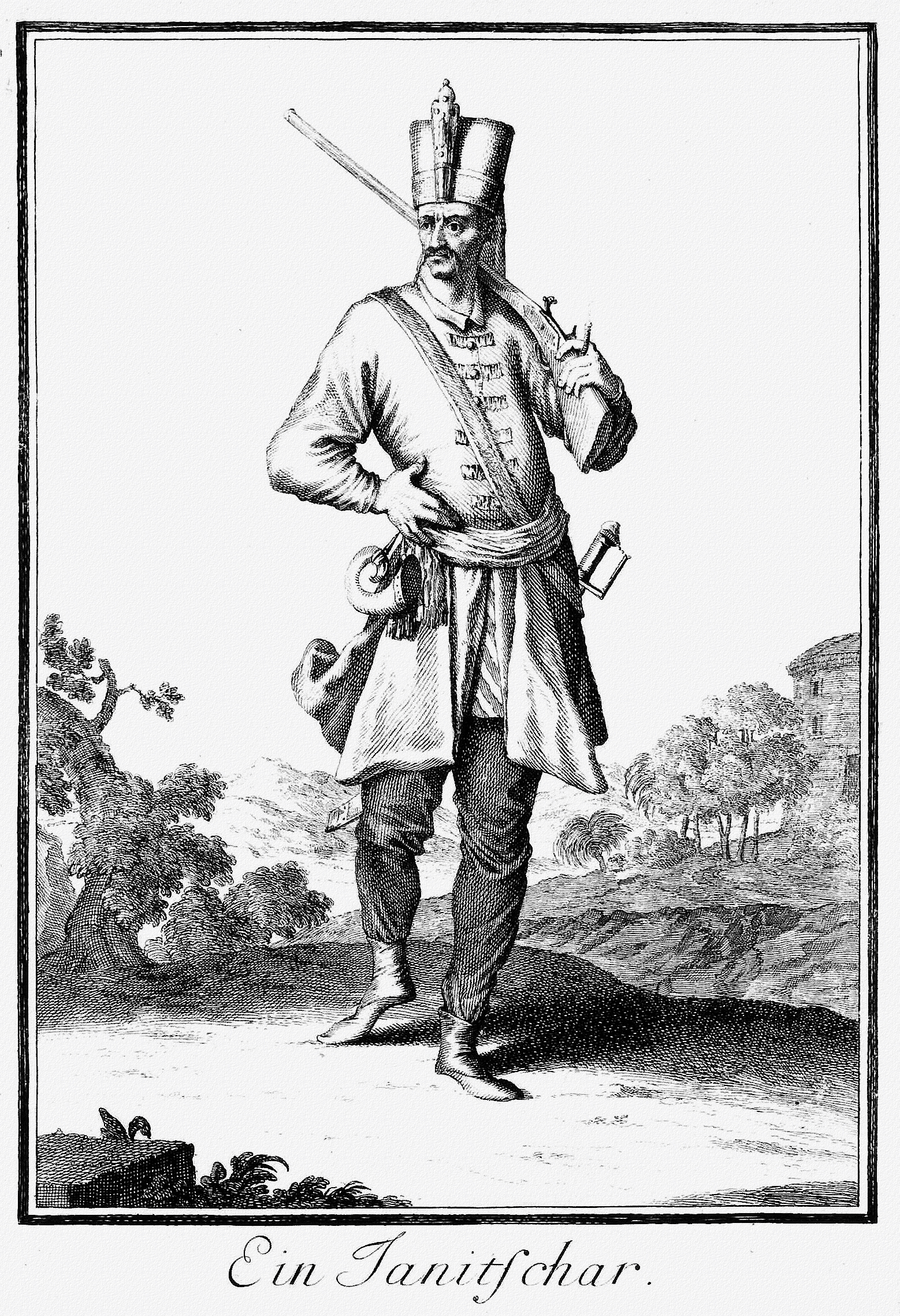
Bild eines Janitscharen von 1703

Vom 19. Jahrhundert an wurden die Bektaschi, die bislang akzeptiert waren, ebenfalls Ziel der Verfolgung. Ausgangspunkt war die Auflösung und Vernichtung des Janitscharenkorps im Jahre 1826, zu dem der Bektaschi-Orden enge Verbindungen unterhalten hatte.
Sultan Mahmud II. ließ durch eine fatwa bekanntmachen, dass er eine neue Armee schaffen werde, die nach europäischen Standards organisiert und ausgebildet werden solle. Wie erwartet zogen die Janitscharen meuternd gegen den Palast des Sultans. In der folgenden Schlacht brannten die Kasernen der Janitscharen nach einem heftigen Artillerieangriff. Dabei wurden 4.000(-8.000) Janitscharen getötet. Die Überlebenden wurden vertrieben oder hingerichtet und ihr Besitz konfisziert. Das Ereignis wird Vaka-i Hayriye (Das Wohltätige Ereignis) genannt.
Die verbliebenen Janitscharen wurden in einem Turm in Thessaloniki enthauptet, der später „Blut-Turm“ genannt wurde. Eine weitere fatwa wurde erlassen, die das Verbot des sufistischen Bektaschi-Ordens zur Folge hatte. Der Leiter des Bektaschi-Ordens, Hamdullah Çelebi, wurde zunächst zum Tode verurteilt, dann nach Amasya verbannt, wo sein Mausoleum noch heute existiert. Hunderte von Bektaschi-Tekken wurden geschlossen und Derwische wurden exekutiert oder vertrieben. Einige der geschlossenen Tekken wurden dem sunnitischen Naqschbandi-Orden übertragen. Im Zuge der Ereignisse wurden über 4.000-7.500 Bektaschis exekutiert und mindestens 550 Bektaschi-Klöster (dergâh) zerstört.
Die offizielle Begründung für das Verbot des Bektaschi-Ordens war „Häresie“ und „moralische Abweichung“.

## Religiöse Urteile und Fatwas
Die älteste erhaltene Fatwa zu Beginn des 16. Jahrhunderts wird Hamza Saru Görez (d. 1512), einem osmanischen Mufti der Regierungszeit Bayezids II. zugeschrieben.